# ميخوط هرمي
ميخوط هرمي (الاسم العلمي:Myxobolus pyramidis) هو نوع من الحيوانات يتبع جنس الميخوط من الفصيلة الميخوطية.